# 水谷文彦
水谷文彦（みずたに ふみひこ、1937年10月1日 - ）は日本の大蔵官僚。血液型はA型。沖縄開発事務次官、住宅・都市整備公団副総裁、（株）新都市情報システム社長、独立行政法人通関情報処理センター理事長などを歴任。神奈川県横浜市青葉区美しが丘西3丁目在住。

## 来歴
岐阜県本巣郡出身。岐阜県立本巣高等学校、東京大学法学部第2類（公法コース）卒業。東大法学部第2類在学中に国家公務員上級甲種試験（法律）を合格。1960年 大蔵省入省（主計局総務課）。入省同期に伊吹文明、篠沢恭助、千野忠男ら。
1966年 武雄税務署長。1975年7月 熊本県企画開発部長。1983年6月 理財局資金第一課長。1984年6月 理財局総務課長。1985年6月 東海財務局長。1986年6月 大臣官房審議官（証券局担当）兼関東財務局東京証券取引所監理官。1987年6月 大臣官房審議官（証券局担当）。1988年6月 理財局次長（旧理財担当）。1989年7月より沖縄開発庁振興局長へ転任。1992年7月10日に沖縄開発事務次官となる。1993年9月3日 退官。同年10月 住宅・都市整備公団副総裁（〜1999年6月）。2001年1月 （株）新都市情報システム代表取締役社長。2003年10月 独立行政法人通関情報処理センター理事長。

## 職歴
- 1960年4月：大蔵省入省（主計局総務課）
- 1962年6月：東海財務局理財部
- 1963年6月：経済企画庁調整局財政金融課専門調査員[7]
- 1965年4月：大臣官房調査課調査主任[8]
- 1966年6月：武雄税務署長
- 1967年8月：国有財産局国有財産第一課長補佐
- 1968年7月：防衛庁経理局会計課
- 1970年7月：主計局主計官補佐（科学技術、文化係主査）
- 1972年6月：主計局法規課長補佐
- 1973年7月：主計局主計官補佐（運輸第一、二係主査）
- 1974年7月：主計局主計官補佐（通商産業第一、二係主査）
- 1975年7月：熊本県企画開発部長
- 1977年6月：人事院事務総局給与局給与第二課長
- 1979年7月：銀行局保険部保険第二課長
- 1980年6月：主計局給与課長
- 1982年6月：主計局法規課長
- 1983年6月：理財局資金第一課長
- 1984年6月：理財局総務課長
- 1985年6月：東海財務局長
- 1986年6月：大臣官房審議官（証券局担当）兼関東財務局東京証券取引所監理官
- 1987年6月：大臣官房審議官（証券局担当）
- 1988年6月：理財局次長（旧理財担当）
- 1989年7月：沖縄開発庁振興局長
- 1992年7月：沖縄開発事務次官
- 1993年9月：退官